# Санта-Нинфа
Санта-Нинфа (итал. Santa Ninfa) — коммуна в Италии, располагается в регионе Сицилия, подчиняется административному центру Трапани.
Население составляет 5074 человек, плотность населения составляет 81 чел./км². Занимает площадь 63 км². Почтовый индекс — 91029. Телефонный код — 0924.
Покровительницей коммуны почитается святая Нинфа, празднование 12 ноября.